# プリンス・オクトパス・ザニー
プリンス・オクトパス・ザニー（Prince Octopus Dzanie、1985年3月26日 - ）は、ガーナ出身のボクサー。身長142cm。
2008年の北京オリンピックにおけるボクシング競技のフェザー級に参加した。しかし、1回戦の相手は2007年にリオデジャネイロで開催されたパンアメリカン競技大会で優勝したキューバの強豪、イデル・トリエンテであり、1ラウンド2分11秒でKOされた。